# Provincia di Armavir
Armavir () è una provincia dell'Armenia di circa 280 200 abitanti (2007) che ha come capoluogo Armavir. La provincia mette insieme i precedenti distretti di Armavir, Baghramyan e Echmiadzin.
Armavir confina a nord con la provincia di Aragatsotn, a est con le province di Erevan e Ararat, a sud e a ovest con la Turchia.

## Geografia antropica

### Suddivisioni amministrative
La provincia è suddivisa in 97 comuni, dei quali 3 sono considerate città:
- Armavir
- Vagharshapat
- Metsamor
- Aghavnatun
- Aknalich
- Aknashen
- Alashkert
- Amasia
- Amberd
- Apaga
- Aragats
- Araks (Armavir)
- Araks (Echmiadzin)
- Aratashen
- Arazap
- Arevadasht
- Arevashat
- Arevik
- Argavand
- Argina
- Armavir (villaggio)
- Arshaluys
- Artamet
- Artashar
- Artimet
- Aygek
- Aygeshat (Armavir)
- Aygeshat (Echmiadzin)
- Aygevan
- Bagaran
- Baghramyan (Baghramyan)
- Baghramyan (Echmiadzin)
- Bambakashat

- Berkashat
- Dalarik
- Dasht
- Doghs
- Fattoria di Shahumyan
- Ferik
- Gay
- Geghakert
- Getashen
- Griboyedov
- Hatsik
- Haykashen
- Haykavan
- Haytagh
- Hovtamech
- Hushakert
- Janfida
- Jrarat
- Jrarbi
- Jrašen
- Karakert
- Khandjyan
- Khoronk
- Koghbavan
- Lenughi
- Lernagog
- Lernamerdz
- Lukashin
- Lusagyugh
- Margara
- Mayisyan
- Merdzavan
- Metsamor

- Mrgashat
- Mrgastan
- Musaler
- Myasnikyan
- Nalbandyan
- Nor Armavir
- Nor Artages
- Nor Kesaria
- Norakert
- Norapat
- Noravan
- Parakar
- Pshatavan
- Ptghunk
- Sardarapat
- Shahumyan
- Shenavan
- Shenik
- Talvorik
- Tandzut
- Taronik
- Tsaghkalandj
- Tsaghkunk
- Tsiatsan
- Vanand
- Vardanašen
- Voskehat
- Yeghegnut
- Yeraskhahun
- Yervandashat
- Zartonk